# Eindhoven (stacja kolejowa)
Eindhoven – stacja kolejowa w Eindhoven, w prowincji Brabancja Północna. Stacja została otwarta w 1866. Posiada 3 perony.